# Josua Gyllenhorn
Josua Gyllenhorn, född 20 augusti 1575, död 1631, var en svensk hovjunkare.

## Biografi
Gyllenhorn föddes 1575.Han blev 1599 hovjunkare hos hertig Karl. Gyllenhorn var vid Linköpings blodbad en av riksrådets domare. Han dömdes 4 april 1606 till döden då han vanvårdar konungens befallning och med hugg och slag överfallit konungens befallningsman, men fick förskoning. Gyllenhorn fick 26 november 1619 hertig Karl Filips skyddsbrev emot sin granne Arvid Michelsson (Svarte Skåning), för åverkan på Djula gods ägor. Han introducerades 1625 i Sveriges Riddarhus som nummer 88, vilket senare ändrades till 116. Josua Gyllenhorn avled 1631 och begravdes i Västra Vingåkers kyrka, där hans vapen uppsattes.

### Egendom
Gyllenhorn ägde gården Hacksta i Näs socken, Sjöholm i nuvarande Östra Vingåkers socken och Djula i Stora Malms socken.

### Familj
Josua Gyllenhorn var son till fänriken Arent Jonsson Gyllenhorn vid adelsfanan och Anna Björnsdotter. Han gifte sig 1600 med kammarjungfru Gertrud Laxman (1575–före 1637) åt hertiginnan Maria, dotter av kammarrådet Mauritz Laxman och Christina Abrahamsdotter Rommel. De fick tillsammans barnen Aron Gyllenhorn (1601–1618), Elisabet Gyllenhorn (död 1618), studenten Carl Gyllenhorn (1604–1622) vid Uppsala universitet, Anna Gyllenhorn som var gift med majoren Knut Uggla, Christina Gyllenhorn (död 1640) som var gift med kammarherren Johan Gyllenstierna af Lundholm, Carin Gyllenhorn (död 1670) som var gift med assessorn Jakob von der Linde och Helana Gyllenhorn (död 1677) som var gift med majoren Ingevald Crusebjörn.